# Lingdong
Der Stadtbezirk Lingdong (chinesisch 岭东区, Pinyin Lǐngdōng Qū) ist ein Stadtbezirk der bezirksfreien Stadt Shuangyashan in der nordostchinesischen Provinz Heilongjiang. Er hat eine Fläche von 740,7 km² und zählt 27.498 Einwohner (Stand: Zensus 2020). 

## Administrative Gliederung
Auf Gemeindeebene setzt sich der Stadtbezirk aus sechs Straßenvierteln und einer Gemeinde zusammen. 